# Eastern Professional Soccer League
La Eastern Professional Soccer League, meglio nota come Eastern Soccer League (ESL), era una lega di calcio statunitense che fu creata nel 1928 e cessò di esistere solo una stagione e mezzo dopo, nel 1929. Nata da lotte interne tra le organizzazioni calcistiche americane, conflitto noto come Soccer War (Guerra del Calcio), la ESL fu creata dalla
United States Football Association (USFA, oggi chiamata United States Soccer Federation, USSF) in risposta alla American Soccer League (ASL) che intendeva contestare alla USFA il controllo del calcio professionistico negli USA.

## Storia
La Eastern Professional Soccer League venne creata in risposta al tentativo della American Soccer League di interrompere il controllo della USFA sul calcio professionistico statunitense. Il conflitto, noto come Soccer War, ebbe le sue radici nel 1925 quando la ASL boicottò la National Challenge Cup (oggi nota con il nome di U.S. Open Cup), in modo da disputare un unico campionato professionistico americano all'interno della St. Louis Soccer League.
Questa condotta portò la USFA a sospendere la ASL, sospensione di breve durata che venne rimossa quando la lega dissidente accettò di inserire le proprie squadre nella National Challenge Cup successiva. La ASL causò ulteriori problemi alla USFA nel 1927, quando la lega mise sotto contratto diversi giocatori europei di alto livello con elevati ingaggi: questo portò la FIFA a considerare la sospensione della federazione statunitense. Comunque, al 16º congresso annuale della FIFA, la USFA propose diverse possibilità di accordo che portarono ad un concordato tra le varie organizzazioni nazionali riguardo ai contratti offerti ai giocatori.
Nel 1928, diversi proprietari delle squadre della ASL cominciarono nuovamente a protestare contro le regole poste dalle USFA: la più vessatoria era l'obbligo di far parte della National Challenge Cup, che si giocava durante la stagione regolare. La ASL si opponeva a ciò principalmente per due motivi: uno di carattere finanziario e l'altro di carattere organizzativo. All'inizio della competizione infatti, aperta a tutte le squadre registrate con la USFA, i team della ASL si trovarono a giocare contro sconosciute squadre semi-professionistiche o totalmente amatoriali, di fronte ad un pubblico non pagante (che quindi non garantiva introiti) e dovendo seguire un calendario che interferiva con quello della stagione regolare. La scelta della ASL fu quindi quella di boicottare la coppa del 1928. Tre dei club della ASL, i Bethlehem Steel F.C., i Newark Skeeters e i New York Giants scelsero di giocare comunque la coppa, e furono per questo sospesi dalla ASL e multati per una quota di 1000 dollari. In risposta al boicottaggio, la USFA sospese la ASL il 2 ottobre 1928, bollandola come "lega fuorilegge". Inoltre, la USFA mediò per la creazione di una nuova lega, la Eastern Professional Soccer League, e indusse diversi team della Southern New York Soccer Association (SNYSA) ad abbandonare la loro lega attuale in favore di quella nuova. Il presidente della SNYSA Nat Agar (nonché padrone dei Brooklyn Wanderers militanti nella ASL) rispose a questa decisione annunciando la separazione della SNYSA dalla USFA e l'alleanza con la ASL.

### La prima stagione
La Eastern Professional Soccer League iniziò ufficialmente l'8 ottobre 1928, quando la lega elesse i dirigenti, che entrarono subito in carica, al Cornish Arms Hotel di New York. Gli eletti furono:
- Presidente: E. W. Whitwell
- Primo Vicepresidente: Levi P. Wilcox
- Secondo Vicepresidente: Joseph J. Barriskill
- Tesoriere: Alan W. Cahill
- Segretario: James Armstrong

La lega comprendeva 8 squadre: le 3 squadre espulse dalla ASL (Bethlehem Steel F.C., Newark Skeeters e New York Giants), 4 team dalla Southern New York Soccer Association (New York Hispano, New York Celtics, Philadelphia Centennials e IRT Rangers) più una squadra di nuova formazione, i New York Hakoah.
La stagione iniziò alla fine del 1928 ed ebbe termine nella primavera dell'anno seguente, con una pausa a metà inverno. Prima della pausa, solo i New York Giants e i New York Hakoah avevano giocato tutti i 18 incontri previsti: i New York Celtic avevano abbandonato la lega dopo 8 gare, mentre il resto delle squadre aveva giocato 14 o 15 partite. In testa alla classifica si trovavano i Bethlehem Steel con 28 punti, ottenuti grazie a 14 vittorie e una sola sconfitta.
La seconda parte della stagione iniziò con una lista di partecipanti differente, visto il ritiro dei Celtic: si aggiunsero infatti i New York Hungaria dalla Southern New York Soccer Association, e i New Bedford Whalers dalla ASL (questi ultimi giocarono solo 8 partite nella ESL prima di rientrare nella ASL). Anche i Newark Skeeters si ritirarono dalla lega dopo 9 gare. Alla fine della primavera, i Bethlehem Steel comandavano la classifica con 49 punti e furono quindi proclamati campioni.

### La seconda stagione
La seconda stagione della lega iniziò il 2 settembre 1929: in questo periodo la ASL, la SNYSA e la ESL cominciarono a soffrire di problemi finanziari. A seguito del crollo della borsa del mese di ottobre, gli sponsor (da cui dipendevano buona parte dei team) ritirarono il loro appoggio finanziario e, a causa della crisi, la ASL iniziò a trattare con la USFA per rientrare nella federazione madre. Oltre a ciò, si discusse anche della fusione tra ASL e ESL: quest'ultima diede comunque il via alla stagione 1929-1930. Nel mese di novembre, in testa alla classifica si trovava il Bethlehem Steel con 23 punti, frutto di 11 vittorie, 1 pareggio e 2 sconfitte.

## Chiusura della lega
Il 4 novembre 1929 la USFA, la ASL e la ESL riuscirono a raggiungere un accordo, ponendo così termine alla Soccer War. La ASL e la ESL si unirono in un'unica lega nota come Atlantic Coast Soccer League: la ESL sospese la stagione in corso, dichiarando campioni i Bethlehem Steel, e iniziò le trattative per la nascita della nuova lega.

## Vincitori
- 1928-1929 (1ª stagione): Bethlehem Steel F.C.
- Fine 1929 (2ª stagione, interrotta): Bethlehem Steel F.C.

## Squadre
| Squadra                  | Permanenza nella lega                                                         |
| ------------------------ | ----------------------------------------------------------------------------- |
| Bethlehem Steel F.C.     | stagione 1928-1929, fine del 1929                                             |
| New York Giants          | stagione 1928-1929, fine del 1929                                             |
| New York Hakoah          | stagione 1928-1929, fine del 1929                                             |
| Newark Skeeters          | stagione 1928-1929, fine del 1929                                             |
| IRT Rangers              | stagione 1928-1929, fine del 1929                                             |
| Philadelphia Centennials | stagione 1928-1929                                                            |
| New York Hispano         | stagione 1928-1929, fine del 1929                                             |
| New York Celtics         | solo nel 1928                                                                 |
| New York Hungaria        | dalla primavera 1929, come Victoria Hungaria alla fine del 1929 (2ª stagione) |
| New Bedford Whalers      | solo dalla primavera 1929                                                     |
| Newark Portuguese        | solo alla fine del 1929                                                       |